# Nyelvsíp (orgona)

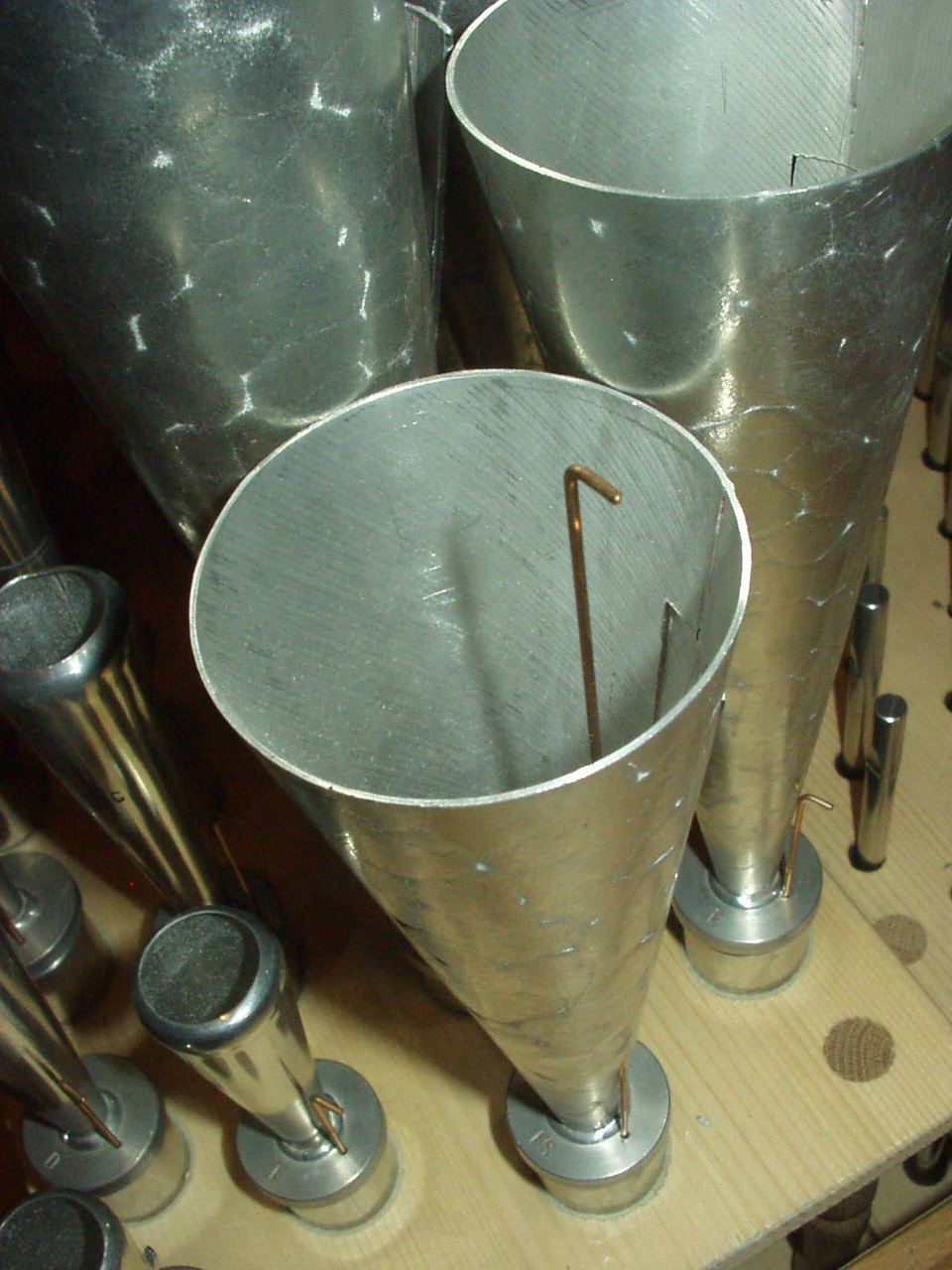
Nyelvsípok: trombita 8', mellette oboa 8'

A nyelvsípok – az ajaksípok mellett – az orgona regisztereinek egy csoportját alkotják . A nyelvsípokban a levegő áramlása által rezgésbe hozott, keretbe illesztett fémlemez kelti azt a nyomásingadozást, amely a zenei hangot eredményezi. A fémnyelv a legtöbb esetben rácsapó nyelvként működik, de a 19. században építettek átcsapó nyelves sípokat is. A nyelvsípos hangkeltő szerkezethez változatos formájú rezonátor csatlakozik.
Az orgona nyelvsípjainak hangmagasságát elsősorban a rezgő fémnyelv hosszúsága, vastagsága, anyagának sűrűsége, rugalmassága határozza meg, kisebb mértékben a rezonátor méretei, formája. A hangolás a nyelv rezgő hosszúságának változtatásával történik, egy mozgatható fémkampó segítségével.
Nyelvsípok 16', 8' és 4'; a pedálban pedig 32' és 2' fekvésben használatosak.
A nyelvsípok hangja felhangokban gazdag, de általában a vékonyabb nyelvek felhangdúsabban szólnak, mint a vastagok. A rezonátor mérete, formája is nagyban befolyásolja a hangzást. A bővebb rezonátor hangja erősebb, mint a szűké; a henger alakú rezonátor áttekinthetőbb hangzást ad, mint a kúpos. Ha a rezonátor sajátrezgése magasabb frekvenciájú, mint a nyelvé, akkor a síp színesebben, felhangdúsabban szól, mint fordított esetben.
Ha a nyelvsíp hengeres rezonátora pontosan a nyelv rezgésszámára van méretezve, akkor kb. olyan hosszú, mint az azonos hangmagasságú fedett ajaksíp; a pontosan méretezett kúpos rezonátor kb. ugyanolyan hosszú, mint az azonos hangolású kúpos nyitott ajaksíp.